# 甘棠門
甘棠門，是臺灣屏東縣萬丹鄉的一個傳統地域名稱，位於該鄉東南部凸出部分的南半部。相較於今日行政區，其範圍大致包括甘棠村不含北部邊界地帶西段及西部凸出部分的南端及東南部邊界地帶、興安村南部邊界地帶中央大段，以及新園鄉的內庄村東半葉北部凸出部分、港墘村東北部凸出部分的東半部、瓦磘村東南端。
本地區境內主要聚落為甘棠門。

## 歷史
台灣日治初期，甘棠門地區為一街庄，稱為「甘棠門庄」（舊制街庄），隸屬於港西下里。該庄昔日北與瓦磘仔庄、興化廍庄為鄰，東及東南隔東港溪與力社庄、洲仔庄為界，西南邊及西邊為仙公廟庄。
1901年（日治明治三十四年）11月11日，全台廢縣廳改設二十廳，該庄隸屬於阿猴廳。1904年（明治三十七年）4月15日，該庄編入「新庄仔區」，隸屬於阿猴廳。1905年（明治三十八年）4月1日，阿猴廳改稱「阿緱廳」。1909年（明治四十二年）10月25日，全台合併二十廳為十二廳，新庄仔區仍隸屬於阿緱廳。1920年（大正九年）10月1日，全台地方制度大改正，廢十二廳改設五州二廳，該庄改制為「甘棠門」大字，隸屬於高雄州東港郡萬丹庄（新制街庄）。
戰後萬丹庄改制為萬丹鄉，隸屬於高雄縣，大字亦改制為村。1946年（民國35年）4月，萬丹鄉劃入省轄屏東市，改制為萬丹區，村亦改制為里。1950年（民國39年）10月1日，高、屏分治，萬丹區改制為萬丹鄉，並改隸屬於屏東縣，里亦改制為村。

## 聚落
本地區發展較早的聚落為甘棠門，在日治初期的官方地圖上已有記載。

## 交通
縣道185甲線是新吉至來義的道路，經過本地區的甘棠門聚落。由該道路西行可前往新園鄉，並止於省道台27線路口；東行可前往崁頂鄉北端、潮州鎮、萬巒鄉南端，並止於縣道185號路口。
鄉道屏59線是萬丹至甘棠門的道路，其南側端點（終點）位於本地區中部、甘棠門聚落的縣道185甲線路口。